# PSR J1952+2630
PSR J1952+2630 — радиопульсар, обнаруженный в 2010 году участниками проекта Einstein@Home Виталием Ширяевым (Россия) и Стейси Истам (Великобритания) при анализе данных, полученных радиотелескопом Аресибо в августе 2005 года. Частота испускания радиоволн — около 48,2 Гц (более точно: период обращения равен 0,020732368(6) секунды). Из-за низкой скорости вращения, малого эксцентриситета орбиты и высокой массы звезды-компаньона относится к редкому классу промежуточных двойных пульсаров. Звезда-компаньон обладает минимальной массой 0,95 солнечных и, вероятно, является белым карликом.
Более подробное наблюдение за системой впоследствии показало, что она обладает хорошим потенциалом для проверки общей теории относительности: в течение последующих 10 лет возможны измерения эволюции периастра и уменьшении большой полуоси.